# Drogosze (gromada)
Drogosze – dawna gromada, czyli najmniejsza jednostka podziału terytorialnego Polskiej Rzeczypospolitej Ludowej w latach 1954–1972.
Gromady, z gromadzkimi radami narodowymi (GRN) jako organami władzy najniższego stopnia na wsi, funkcjonowały od reformy reorganizującej administrację wiejską przeprowadzonej jesienią 1954 do momentu ich zniesienia z dniem 1 stycznia 1973, tym samym wypierając organizację gminną w latach 1954–1972.
Gromadę Drogosze z siedzibą GRN w Drogoszach utworzono – jako jedną z 8759 gromad na obszarze Polski – w powiecie kętrzyńskim w woj. olsztyńskim na mocy uchwały nr 15 WRN w Olsztynie z dnia 4 października 1954. W skład jednostki wszedł obszar dotychczasowej gromady Kąpławki ze zniesionej gminy Winda, obszar dotychczasowej gromady Drogosze ze zniesionej gminy Barciany oraz miejscowości Bogusławki i Pokrzywno z dotychczasowej gromady Wiklewo ze zniesionej gminy Sątoczno w tymże powiecie. Dla gromady ustalono 11 członków gromadzkiej rady narodowej.
1 stycznia 1958 do gromady Drogosze włączono wieś Saduny i PGR Równina Dolna ze zniesionej gromady Garbno w tymże powiecie.
Gromadę zniesiono 30 czerwca 1968, a jej obszar włączono do gromad: a) Barciany (wsie Wilkowo Małe i Wilkowo Wielkie, PGR-y Drogosze i Krymławki oraz przysiółek Garbnik), b) Korsze (wieś i PGR Pomnik), c) Kraskowo (wieś Saduny oraz PGR-y Równina, Równina Dolna, Równina Górna i Szaty), d) Skandawa (PGR-y Bogusławki, Kolwiny i Pokrzywno) i e) Winda (wieś Kąpławki oraz przysiółki Plinkajmy i Plinkajmy Małe) w tymże powiecie.